# جنگ واکسن
جنگ واکسن (انگلیسی: The Vaccine War) فیلم هندی مستند درام پزشکی هندی-زبان است که در سال ۲۰۲۳ اکران گردید، کارگردانی فیلم ویوک آگنیهوتری بود و تهیه کنندگی آن را پالاوی جوشی بر عهده داشت. ماجرای فیلم در ارتباط با سیر تکامل ساخت واکسن کوواکسین در هنگام دنیاگیری کووید-۱۹ در هند است و تلاش‌های دانشمندانی که در حال فعالیت بر روی تهیه و خلق آن هستند به منصه ظهور می‌گذارد. این فیلم بر اساس کتاب «ویروسی شدن» (Going Viral) اثر پروفسور بالرام بارگاوا از بخش شورای تحقیقات پزشکی هند شکل گرفته‌است.
بازیگران اصلی نانا پاتیکار، پالاوی جوشی، رایما سن، انوپم کهیر، گیریجا اوک، نایودیتا باتاچاریا، ساپتامی گودا و موهان کاپور هستند. این فیلم در روز ۲۸ سپتامبر ۲۰۲۳ اکران گردید و منتقدان دربارهٔ آن نظرات مختلفی ابراز کردند.